# Малі Бубни
Малі́ Бу́бни — село в Україні, в Сумській області, Роменському районі. Населення становить 447 осіб. Входить до складу Роменської міської громади. До 2020 орган місцевого самоврядування — Малобубнівська сільська рада.

## Географія
Село Малі Бубни розташоване на правому березі річки Олава, вище за течією на відстані 2 км розташоване село Бацмани, нижче за течію на відстані 2.5 км — село Ярмолинці, на протилежному березі — село Кропивинці.
У селі бере початок річка Лаповиця.
Поруч пролягає автомобільний шлях Н07. Довкіл села багато газових та нафтових свердловин.

## Історія
Село Малі Бубни відоме з кінця XVI ст.
Село постраждало внаслідок геноциду українського народу, проведеного урядом СРСР в 1932—1933 та 1946—1947 роках.
12 червня 2020 року, відповідно до розпорядження Кабінету Міністрів України № 723-р «Про визначення адміністративних центрів та затвердження територій територіальних громад Сумської області», село увійшло до складу Роменської міської громади.
19 липня 2020 року, в результаті адміністративно-територіальної реформи та ліквідації Роменського району(1930—2020), увійшло до складу новоутвореного Роменського району.

## Політика

### Парламентські вибори, 2019
На позачергових парламентських виборах 2019 року у селі функціонувала окрема виборча дільниця № 590509, розташована у приміщенні клубу.
Результати
- зареєстровано 249 виборців, явка 58,63%, найбільше голосів віддано за «Слугу народу» — 45,77%, за Радикальну партію Олега Ляшка — 14,08%, за «Опозиційну платформу — За життя» — 13,38%[4]. В одномандатному окрузі найбільше голосів отримав Максим Гузенко (Слуга народу) — 35,71%, за Анатолія Кобзаренка (самовисування) — 24,29%, за Віктора Ладуху (Всеукраїнське об'єднання «Батьківщина») і Вікторію Мурич (Народний рух України) — по 5,71%[5].

## Економіка
- Молочно-товарна ферма.
- Кооператив «ім. Браташа».

## Населення

### Мова
Розподіл населення за рідною мовою за даними перепису 2001 року:
| Мова       | Кількість | Відсоток |
| ---------- | --------- | -------- |
| українська | 433       | 96.86%   |
| румунська  | 7         | 1.57%    |
| російська  | 7         | 1.57%    |
| Усього     | 447       | 100%     |

## Соціальна сфера
- Школа.
- Будинок Культури.

## Пам'ятки
- Пам'ятник учаснику громадянської війни Д. О. Барташу;

## Відомі люди

### Відомі уродженці
- Науменко Андрій Михайлович (1912—1981) — український радянський партійний діяч, 1-й секретар Сумського обкому КПУ, голова Сумського облвиконкому. Депутат Верховної Ради СРСР 5—6-го скликань. Депутат Верховної Ради УРСР 7—8-го скликань. Член ЦК КПУ в 1956—1966 р. Кандидат у члени ЦК КПУ в 1966—1976 р.
- Юрченко Анатолій Васильович — український військовик, учасник російсько-української війни[7][8][9][10].